# Ouilly-le-Tesson
Ouilly-le-Tesson é uma comuna francesa na região administrativa da Normandia, no departamento Calvados. Estende-se por uma área de 11,89 km². Em 2010 a comuna tinha 589 habitantes (densidade: 49,5 hab./km²).